# Люфтетарі
«Люфтетарі» (алб. Luftëtari) — албанський футбольний клуб з міста Гірокастра, який виступав у Суперлізі Албанії. Домашні матчі проводив на стадіоні «Гірокастра», що вміщає 8 400 глядачів. Розформований у 2020 році.

## Хронологія назви клубу
- «Шкіпонья» (1929-1949)
- «Гірокастра» (1949-1951)
- «Пуна» (1951-1958)
- «Люфтетарі» (1958-1992)
- «Шкіпонья» (1992-2002)
- «Люфтетарі» (з 2002 року)

## Історія
Клуб заснований у 1929 році. Дебютував у вищій лізі чемпіонату Албанії у сезоні 1940 року. Найвищим досягненням у чемпіонатах Албанії є друге місце у сезоні 1977/78. Виходив у півфінал кубка Албанії в сезонах 1952, 1967/68, 1981/82 і 1986/87.

## Досягнення
- Віце-чемпіон Албанії (1): 1977/78

## Відомі футболісти
- / Доналдо Ачка